# Basket Alcamo 2004-2005
La stagione 2004-2005 del Basket Alcamo è stata la quinta disputata in Serie A2 femminile, la prima dopo aver rilevato il titolo di Catania.
La società trapanese si è classificata all'ottavo posto in A2.

## Verdetti stagionali
Competizioni nazionali
- Serie A2:

stagione regolare: 8º posto su 16 squadre (15-15).

## Rosa
| Giocatrici |
| ---------- |

| N° | Naz.              | Ruolo | Sportivo           | Anno | Alt. |  |
| -- | ----------------- | ----- | ------------------ | ---- | ---- |  |
|    | Italia (bandiera) | C     | Simona Adorni      | 1975 | 185  |  |
|    | Italia (bandiera) | AC    | Antonella Buscemi  | 1977 | 186  |  |
|    | Italia (bandiera) | PG    | Valeria Carnemolla | 1982 | 169  |  |
|    | Italia (bandiera) | A     | Dalila Cucchiara   | 1979 | 185  |  |
|    | Italia (bandiera) | P     | Danika Ferrara     | 1972 | 163  |  |
|    | Italia (bandiera) | C     | Antonella Giordani | 1971 | 186  |  |
|    | Italia (bandiera) | G     | Rosalia Spallino   | 1974 | 176  |  |
|    | Italia (bandiera) | A     | Antonina Cucchiara | 1976 | 178  |  |
|    | Italia (bandiera) | G     | Federica Fazio     | 1984 | 176  |  |
|    | Italia (bandiera) | G     | Eleonora Trovato   | 1984 | 168  |  |

| Staff tecnico                    |
| -------------------------------- |
| Allenatore: Bruno Dipietrantonio |

| Under aggregate alla prima squadra |
| ---------------------------------- |

| N° | Naz.              | Ruolo | Sportivo            | Anno | Alt. |  |
| -- | ----------------- | ----- | ------------------- | ---- | ---- |  |
|    | Italia (bandiera) | A     | Veronica Adragna    | 1987 | 179  |  |
|    | Italia (bandiera) | G     | Giulia Calabretta   | 1990 | 170  |  |
|    | Italia (bandiera) | A     | Valentina Calvaruso | 1989 | 179  |  |
|    | Italia (bandiera) | P     | Manuela Cottone     | 1988 | 163  |  |
|    | Italia (bandiera) | P     | Serena Grimaudo     | 1990 | 168  |  |
|    | Italia (bandiera) | G     | Maria Mancuso       | 1987 | 170  |  |
|    | Italia (bandiera) | G     | Marzia Messina      | 1988 | 176  |  |
|    | Italia (bandiera) | A     | Silvia Celona       | 1990 | 175  |  |